# Dante Rezze
Dante Rezze (Lyon, 27 april 1963) is een voormalig Frans wielrenner, die beroeps was tussen 1987 en 1996.

## Wielerloopbaan
Dante Rezze was naast de weg ook actief in zesdaagsen en veldritten. Rezze miste in de 15e etappe van de Ronde van Frankrijk 1995 bij de afdaling van de Col de Portet d'Aspet dezelfde bocht als Fabio Casartelli, die dodelijk verongelukte door met zijn hoofd tegen een blok beton te vallen. Rezze reed als gevolg daarvan het ravijn in en brak een been.

## Belangrijkste overwinningen
1986
- Proloog Ronde van Luxemburg

## Resultaten in voornaamste wedstrijden
| Jaar | Ronde van Italië | Ronde van Frankrijk | Ronde van Spanje |
| ---- | ---------------- | ------------------- | ---------------- |
| 1988 |                  | 100e                |                  |
| 1989 |                  |                     |                  |
| 1990 | opgave           |                     |                  |
| 1991 |                  |                     | opgave           |
| 1992 |                  | buiten tijd         |                  |
| 1993 | 117e             |                     |                  |
| 1994 | opgave           |                     |                  |
| 1995 |                  | opgave              |                  |

| Jaar | Milaan-San Remo | Gent-Wevelgem | Ronde van Vlaanderen | Parijs-Roubaix | Luik-Bast.‑Luik | Ronde van Lombardije | Rund um den Henninger-Turm |
| ---- | --------------- | ------------- | -------------------- | -------------- | --------------- | -------------------- | -------------------------- |
| 1988 |                 |               |                      |                |                 |                      |                            |
| 1989 |                 | 44e           |                      | 26e            | 60e             | 56e                  |                            |
| 1990 |                 |               | 40e                  |                |                 | 41e                  | 4e                         |
| 1991 |                 |               |                      |                |                 | 7e                   |                            |
| 1992 | 205e            |               |                      | 23e            | 18e             |                      |                            |
| 1993 |                 |               |                      |                |                 |                      |                            |
| 1994 |                 | 49e           |                      |                |                 |                      |                            |
| 1995 |                 |               |                      |                |                 |                      |                            |